# Jastrzębniki (Poméranie-Occidentale)
Pour les articles homonymes, voir Jastrzębniki.
Jastrzębniki est une localité polonaise de la gmina rurale de Sławoborze située dans le powiat de Świdwin en voïvodie de Poméranie-Occidentale. Elle se trouve à environ 13 km au nord de Świdwin et 92 km au nord-est de la capitale régionale Szczecin.

## Géographie

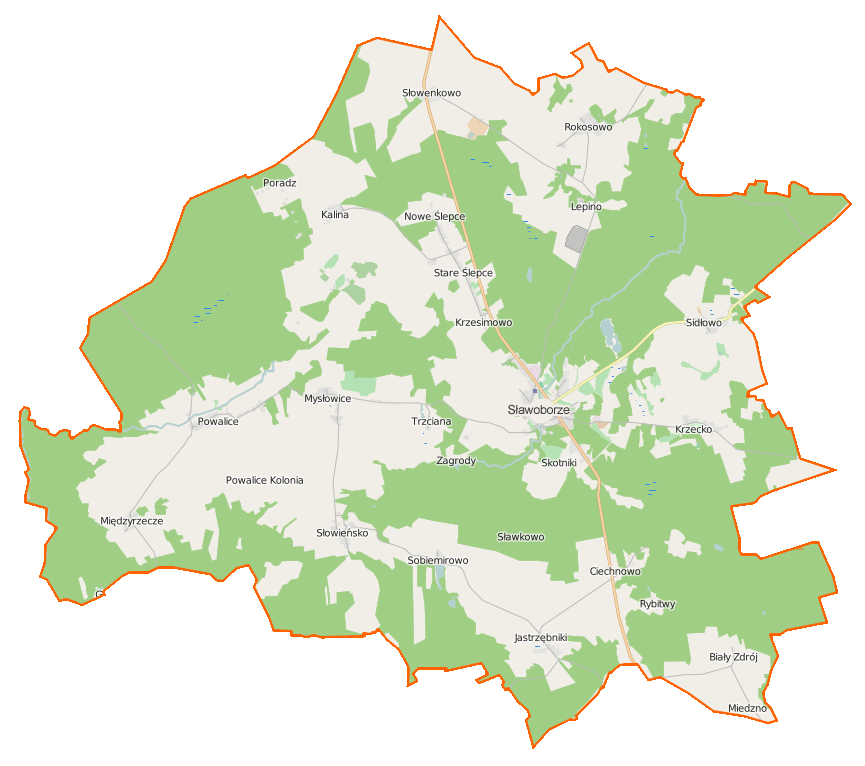
Carte de la gmina de Sławoborze.

## Histoire
De 1818 à 1945, Falkenberg fait partie de l'arrondissement de Schivelbein (de) puis à partir de 1932 de l'arrondissement de Belgard-sur-la-Persante (de) dans le district de Köslin au sein de la province de Poméranie.